# Skydive Empuriabrava
Skydive Empuriabrava est la marque sous laquelle est exploité l’aérodrome d'Empuriabrava (dans le lotissement d’Empuriabrava, à Castelló d'Empúries, province de Gérone, Catalogne, Espagne) depuis 1985. L’activité principale y est depuis toujours le parachutisme, bien qu’on y pratique également des vols à d’autres fins: photographie, publicité aérienne, tourisme, cours privés de pilotage.

## Histoire

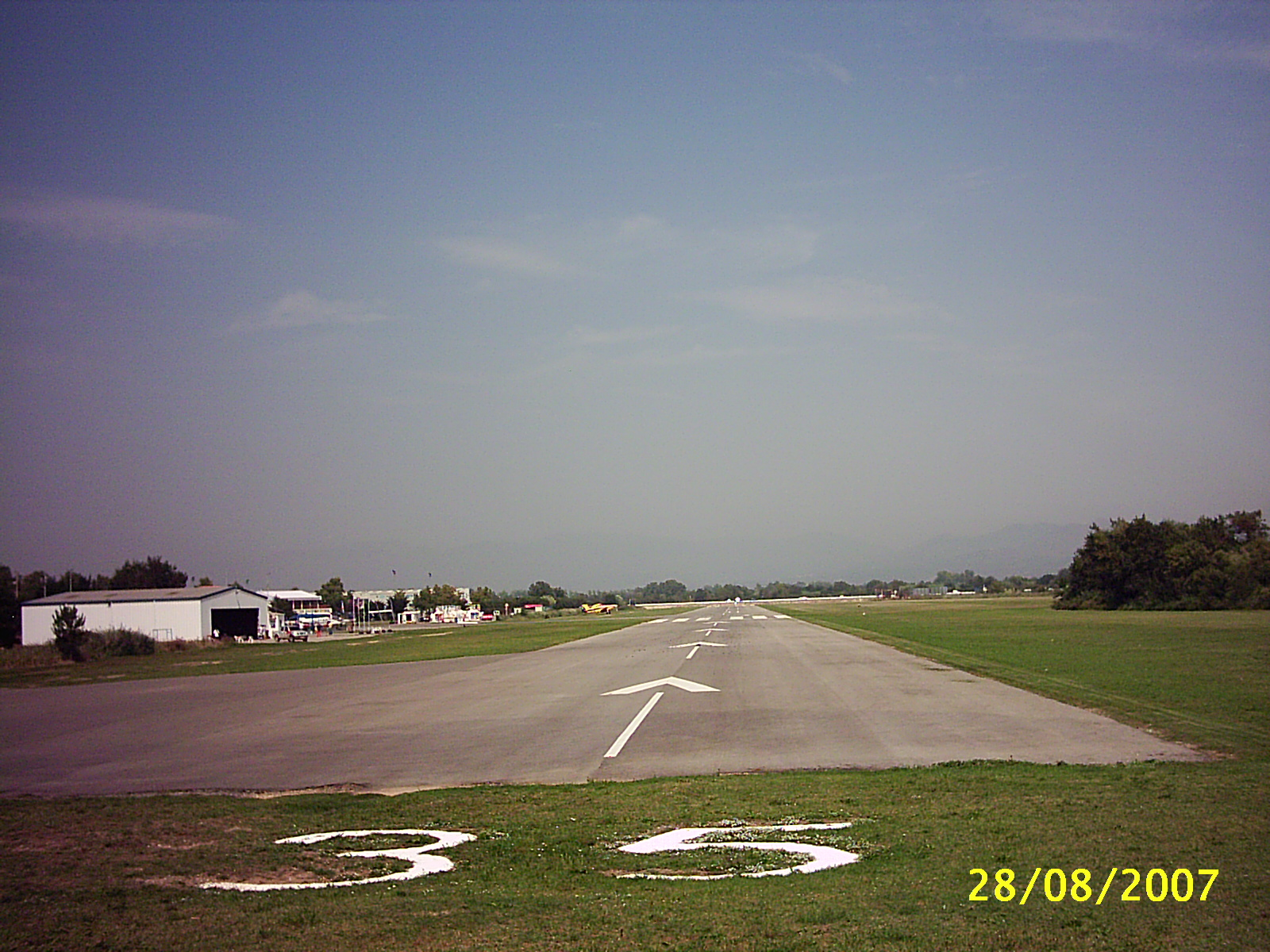
Piste 35 de l'aérodrome

Vue d'ensemble de l'aérodrome

Depuis 1973, on pratiquait déjà le parachutisme les week-ends à l'aérodrome d'Empuriabrava, géré par la section «ParaClub Girona» de l'aéroclub Girona. En 1975, l’aérodrome est racheté par l’entreprise Promotora Deportiva del Ampurdán qui est elle-même vendue à l’entreprise Anglo Costa Brava de Inversiones en 1984. Celle-ci en loue les équipements à la société Centro de Paracaidismo Costa Brava, qui y développe professionnellement pour son compte des activités de parachutisme. En 1985, l'aérodrome, qui s’appelait jusque-là Centro de Paracaidismo Costa Brava (Centre de parachutisme Costa Brava), prend le nom commercial de Skydive Empuriabrava.
En 1987, Anglo Costa Brava de Inversiones vend la société à l’entreprise Fórmula y Propiedades S.L. La société Centro de Paracaidismo Costa Brava, exploitant de l’activité de parachutisme et locataire d’Anglo Costa Brava de Inversiones, continue de louer les installations.
C’est lors de cette étape que l’aérodrome gagne sa renommée européenne pour les activités qui s’y déroulent. Le Centro de Paracaidismo Costa Brava, propriété des partenaires américains Mitch Decoteau et Maria Peterson et du Suisse Roland Hilfiker, institue à l’aéroport la méthode AFF (Accelerated Free Fall) ; il s’agit d’une formule novatrice d’enseignement du saut en parachute, le tandem – saut en compagnie d’un instructeur professionnel –, qui permet de mettre le parachutisme à la portée de tous (y compris les personnes handicapées physiques), sans aucune préparation spécifique. En 1986, Jaime Comas Espigulé intègre la société.
En 1985, l’aérodrome est administré par cinq personnes et ne possède en propre aucun avion : il loue un Cesna 207, premier appareil à avoir été utilisé à l'aéroport de Gérone. Il faudra attendre deux ans encore pour qu’y soit acheté le premier Pilatus.
Les premiers succès à l’échelle européenne y sont remportés entre 1985 et 1994, l’aérodrome d’Empuriabrava passant de 12.000 à 35.000 sauts par an. En 1985, il parvient à rejoindre le groupe très restreint des centres d’aviation ouverts toute l’année sans interruption. Le Boogie de Noël, une concentration internationale de parachutistes qui se rassemblent pour des compétitions et des sauts en groupe d’un genre peu courant, enregistre en 1987 quelque 1 000 inscrits, et l’activité doit être déplacée à l’aéroport de Gérone pour pouvoir utiliser des avions tels que le Douglas DC-3 ou le Caribou. On y pratique des sauts en chute libre et des sauts dans la discipline de précision d’atterrissage, et, en 1992, avec l’arrivée de la flamme des Jeux olympiques de Barcelone, on y recrée un saut d’exhibition : une formation de cinq cercles en chute libre.
L’aérodrome change à nouveau de propriétaire: en 1994, Peter Jones, Ivan Coufal et Jaime Comas Espigulé rachètent le Centro de Paracaidismo Costa Brava; l’aérodrome atteint les 134.000 sauts par an, devenant ainsi l’installation qui compte le volume de sauts le plus élevé au monde. Les rencontres et les démonstrations qui s’y déroulent depuis des années se consolident et figurent au calendrier de parachutistes dans le monde entier. Les températures hivernales bénignes de l’Empordà ayant fait du Boogie de Noël l’événement le plus important d’Europe, il est nécessaire de multiplier la flotte d’avions pour pouvoir arriver à 12.000 sauts. La compétition « Étoile rapide » devient un challenge caractéristique de cette manifestation ; elle consiste, pour dix parachutistes d’une même équipe, à former dans les airs une étoile dans le temps le plus court possible. C’est également la période des records… l’aérodrome devient le foyer de la sélection espagnole dans la discipline de vol relatif et celui de l’équipe française des champions du monde de freefly. On y pratique aussi une discipline extrêmement spectaculaire, le vol en wingsuit. Afin de mettre un peu d’ordre dans la situation de l’entreprise après tous les changements de propriétaires qui se sont produits au fil des années, Skydive Empuriabrava achète en 2005 Fórmula y Propiedades S.L., puis, en 2012, la société est rachetée par un fonds souverain de Dubaï par l’intermédiaire de la société Skydive Dutch BV. Dès lors, une série d’investissements sont consentis dans les installations afin d’en faire un pôle d’attraction pour les amateurs de saut en parachute. Actuellement, Skydive est l’établissement d’Europe qui compte le plus grand nombre de sauts depuis 1998.

## Chronologie
- 1985: ouverture en tant que centre professionnel de parachutisme avec un effectif de 5 personnes. Avec 25 000 sauts dès la première année de fonctionnement, l’aérodrome prend d’emblée la tête des installations d’Europe en nombre de sauts annuels.
- 2001: les 134 000 sauts par an sont atteints. L’aérodrome devient l’un des trois principaux centres de parachutisme au monde.
- 2003: avec 1 000 000 de sauts exécutés dans ses installations depuis 1985, il s’affirme comme le premier centre de parachutisme au monde à atteindre un tel score. Le Gouvernement autonome de Catalogne profite de l’exécution du millionième saut pour accorder à Castelló d’Empúries la marque Destination touristique sportive (DTE) dans la modalité parachutisme. Le centre emploie désormais une quarantaine de personnes et a donné naissance à plusieurs entreprises satellites.
- 2013 : les deux millions de sauts depuis l’ouverture sont atteints (soit 100.000 par an en moyenne).

## Installations

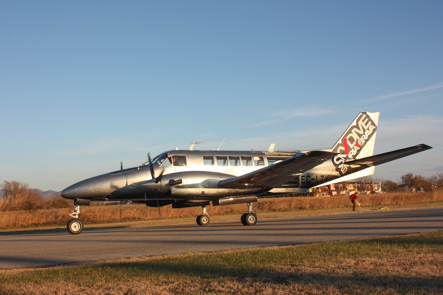
Beechcraft 99

Outre les hangars, la zone de pliage, les salles d’équipements et sa propre station-service, le centre possède un avion : un Pilatus Porter. Les installations sont complétées par des bureaux, un bar et un restaurant. L’accès en est libre.
D'autres avions peuvent être sur le centre temporairement en substitution ou complément.

## Services
Parachutisme en tandem, vols d’initiation et travaux de photographie aérienne. L’école de Skydive Empuriabrava assure des cours d’initiation et de perfectionnement au vol relatif, des cours de freefly pilotage sous voile, de wingsuit ou de wingsuit flying, de vol relatif pour haute compétition, de préparation pour haute compétition et de formation à l’instruction de vol pour professionnels.

## Compétitions
Outre des concentrations, des séminaires et des compétitions d’ordre mineur, le centre d’Empuriabrava accueille des manifestations sportives de tout premier plan à l’échelle mondiale. Il a été l’organisateur du VIIIe Championnat du monde de vol relatif (1989), de deux coupes du monde (1994 et 2002) et du IVe Championnat du monde de freestyle et de skysurfing (1993). Lors du championnat de 1993, se sont distingués Patrick de Gayardon (inventeur du skysurf et du moderne wingsuit flying), Olav Zipser (considéré comme le père de la discipline freefly), Mike Michigan (pionnier du freestyle) et Marco Manna, tenu pour le meilleur freestyler de tous les temps.
Il a été aussi le théâtre de la IXe Coupe du monde de vol relatif (1994), du IIIe Championnat du monde POPS (1995), d’uns Extreme Games de l’air (1996), du Ier Championnat d’Espagne de freestyle et de skysurfing (1997), du I er Championnat d’Europe de VR-16 (1998), de la Ire Coupe du monde de VR-16 (1998), du XXIV e Championnat d’Espagne de parachutisme (2002), de la XIII e Coupe du monde de parachutisme (2002) et du XXV e Championnat d’Espagne de parachutisme (2003).
C’est également dans ses installations qu’ont eu lieu de 2004 à 2006 les compétitions King of Swoop (initialement baptisé Beach Swoop Challenge), une des épreuves de parachutisme les plus spectaculaires au monde, où se rassemblent les spécialistes du swooping, une technique d’atterrissage conciliant vitesse, distance et précision. Ce type de compétition reprendra en 2014.
Enfin, depuis 1989 et surtout 1993, il est le cadre de compétitions à l’échelle de l’Espagne, de l’Europe et du monde, dans les différentes disciplines du parachutisme, freestyle, POPS, extreme games, swoop, skysurfing, freefly et voile contact.

### Records atteints dans les installations
Voici quelques-uns des records qui ont été battus au centre :
- 2004 Record européen féminin de voile contact
- 2005 Record national de voile contact, avec 25 parachutistes
- 2005 Record européen de freefly, avec 28 parachutistes[5]
- 2007 Record européen de freefly, avec 40 parachutistes
- 2009 Record européen de freefly, avec 51 parachutistes[6]
- 2011 Record européen de freefly, avec 80 parachutistes
- Record du monde 2012 de chute libre horizontale[7]. Le 5 octobre 2012, suisse Marc Hauser définit premier record du monde de vitesse de la piste, une discipline qu'il a fondée[8]. Le score, la vitesse mesurée de la route était 304 km/h dans la zone de largage Skydive Empuriabrava[9].
- Record européen 2013 de freefly, avec 96 sauteursc[10],[11]
- Record du monde 2013 de vol relatif en séquence avec 106 sauteurs[12],[13]
- Record Guinness 2014 sauts en tandem pour obtenir 35 sauts en une heure lorsque l'enregistrement était en 28[14],[15].

### Participations aux records mondiaux
Afin de contribuer à la promotion de la discipline, l’aérodrome soutient les sportifs les plus ambitieux qui prennent part à des compétitions officielles ou des challenges mondiaux. Il a également accueilli la sélection espagnole de parachutisme, ainsi que de plusieurs autres, venues s’y entraîner avant de remporter le championnat du monde, telles la suisse, la sélection féminine anglaise, la belge, la sélection russe, et la française, championne du monde en 2003. Y participait l’équipe de freefly française Babylon Freefly, toujours considérée comme le chef de file mondial, organisatrice d’événements et de sauts de premier niveau, et dont l’école se forme à Empuriabrava depuis 2003. Skydive Empuriabrava est également le site d’entraînement des membres de «Projet Alas» depuis les débuts du projet, mais aussi à l’occasion des différents défis que ceux-ci se sont lancés, notamment le record de saut de 15 km au détroit de Gibraltar en 2005.
L’équipe Skydive Empuriabrava participe à des manifestations de parachutisme dans le monde entier; voici quelques-uns de ses résultats:
- 1999 Record du monde de vol relatif en grande formation à Ubon Ratchathani (Thaïlande), 282 parachutistes.
- 2003 Record du monde de vol relatif en grande formation : le 13 décembre 2003 à Eloy (Arizona), 300 parachutistes.
- 2004 Record du monde de vol relatif en grande formation : le 6 février 2004 à Korat (Thaïlande), 357 parachutistes du monde entier réussissent une formation en chute libre à 280 km/h, qui restera unie durant exactement 6 secondes à une hauteur de 24,000 pieds (7,315 mètres). La performance, conçue à l’occasion du 72e anniversaire de la reine de Thaïlande, réunissait les meilleurs sauteurs du monde: une occasion historique. Trois parachutistes de l’équipe Empuriabrava-Red Bull (Santi Corella, Félix Álvarez et Toni López) ont participé, avec Alain Dony, à cet événement[16].
- 2005 Record du monde de voile contact en grande formation: à Lake Wales (Floride), 85 parachutistes. Le directeur de l’école de voile contact, Alain Dony, était présent.
- 2006 Record du monde de vol relatif en grande formation: en février, également en Thaïlande, 400 parachutistes du monde entier réussissent cette fois une formation en chute libre qui reste unie 4,25 secondes.

### Projet Alas
Après un projet en Norvège, les membres de l’équipe de l’aérodrome Santiago Corella et Toni López, et le spécialiste des sports à haut risque Álvaro Bultó ont conçu en 1999 le «Projet Alas», une équipe professionnelle de parachutisme et de BASE jump qui se lance quatre défis ayant pour finalité de vaincre des éléments naturels dans des conditions particulières – orographie, température (chaleur ou froid extrême) ou manque d’oxygène – en sautant en wingsuit flying. L’initiative est issue de Skydive Empuriabrava, qui en accueille également les entraînements. Lors de ces défis, ils ont battu deux fois le record mondial de vol humain en chute libre qu’ils avaient eux-mêmes établi,.

## Trophées
Le flot de parachutistes et d’accompagnateurs qui s’y succèdent sans interruption au fil des saisons est la preuve d’une régularité qui a valu à Skydive Empuriabrava le prix «Espiga y Timón» de la Mairie de Castelló d'Empúries, le prix de la XXIIe Nuit du tourisme de l’École de tourisme de Gérone, et le «Sol de la Costa Brava» de l’ATA.
En 2003, le Gouvernement autonome de Catalogne a profité du millionième saut pour décerner à Castelló d’Empúries la marque Destination touristique sportive (DTE) dans la modalité parachutisme, une manière également de distinguer le club.
Enfin, en 2010, la Généralité de Catalogne a reconnu sa remarquable contribution au développement du tourisme en Catalogne, en lui accordant le Diplôme touristique de Catalogne,.
 

### Démonstrations et collaborations

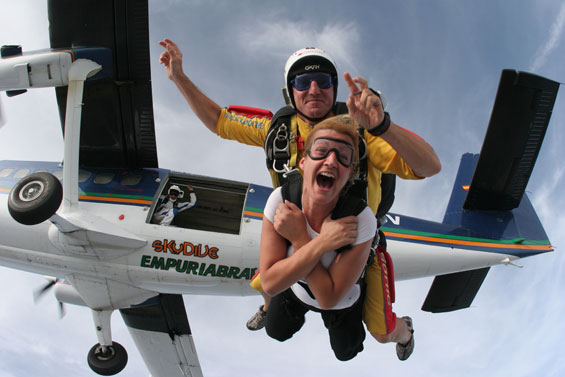
Tandem Skydive

- Participation à la réception de la flamme des Jeux olympiques de Barcelone, en 1992, dans le port d'Empúries, avec un saut d’exhibition consistant en une formation de cinq anneaux en chute libre.
- Participation à l’inauguration des Jeux olympiques de Barcelone au stade olympique de Montjuïc (1992).
- En janvier 1997, saut de solidarité avec les otages de l'ETA José Antonio Ortega et Cosme Delclaux.
- Grand Prix d’Espagne de Formule 1.
- Construction d’un nœud noir en chute libre en solidarité avec les victimes des attentats terroristes du 11 mars 2004 à Madrid. (11 avril 2014).
- Collaboration à l’Année Dalí, le 8 octobre 2004, avec la représentation, en chute libre, du tableau Le Christ de Saint Jean de la Croix, œuvre du peintre.
- Collaboration à plusieurs éditions du téléthon «La Marató» de TV3.
- Depuis 2005, collaboration avec la Fondation Rêves d'enfants, grâce à laquelle les enfants atteints d’un cancer ou d’autres maladies graves peuvent réaliser leur rêve de voler.

## Livre d’or de célébrités
La renommée acquise grâce aux titres d’envergure européenne et mondiale, ainsi que la qualité des défis que se lance le club sur son site de la Costa Brava, lui ont valu la visite de célébrités sportives et de personnalités publiques de différents domaines, mais aussi d’être le cadre de la célébration de réussites d’autres entreprises.
Parmi les sportifs de renommée mondiale qui y sautent, citons les tennismen Juan Carlos Ferrero et Sergi Bruguera, les motocyclistes Adam Raga, Àlex Crivillé et Sete Gibernau, le champion du monde de motocyclisme Valentino Rossi, les pilotes automobiles Michael Schumacher et Marc Gené, le champion de taekwondo Joel González, la nageuse Clara Basiana et le spécialiste des sports d’aventure Álvaro Bultó. À titre d’anecdote, rappelons que Marta Ferrusola, épouse du président de Généralité de Catalogne Jordi Pujol, y a sauté en parachute pour la première fois.
Le club a également fait office de plateau pour plusieurs films et clips. En 2000, on y a tourné le clip Bird of Prey (Sunset) de Fatboy Slim; en mars 2004, les scènes de poursuite en vol du film français Agents secrets, avec Monica Bellucci et Vincent Cassel, et un peu plus tard, en 2011, les scènes de parachutisme des protagonistes du film Zindagi Na Milegi Dobara («On ne vit qu’une fois»), un des plus grands succès du cinéma de Bollywood. 